# Senkey Gyula
Senkey Gyula (Perbál, 1901. augusztus 16. – Jobaháza, 1983. október 8.) válogatott magyar labdarúgó, csatár, jobbszélső. Testvére, Senkey Imre szintén válogatott labdarúgó volt. A sportsajtóban Senkey II néven volt ismert.

## Pályafutása

### Klubcsapatban
A Hungária labdarúgója volt, ahol három bajnoki címet és egy magyar kupa-győzelmet szerzett a csapattal. Gyors, jól cselező, kevésbé gólveszélyes játékos volt, akinek pontos beadásai említésre méltóak. Lámpalázas labdarúgó volt, ami teljesítményét is rontotta.

### A válogatottban
1925 és 1926 között három alkalommal szerepelt a magyar labdarúgó-válogatottban és egy gólt szerzett.

## Sikerei, díjai
- Magyar bajnokság
  - bajnok: 1921–22, 1923–24, 1924–25
- Magyar kupa
  - győztes: 1925

## Statisztika

### Mérkőzései a válogatottban
| Magyarország | Magyarország        | Magyarország                    | Magyarország  | Magyarország | Magyarország  | Magyarország | Magyarország | Magyarország |
| #            | Dátum               | Helyszín                        | Hazai         | Eredmény     | Vendég        | Kiírás       | Gólok        | Esemény      |
| ------------ | ------------------- | ------------------------------- | ------------- | ------------ | ------------- | ------------ | ------------ | ------------ |
| 1.           | 1925. október 4.    | Budapest, Üllői úti pálya       | Magyarország  | 0 – 1        | Spanyolország | barátságos   | -            |              |
| 1.           | 1925. október 11.   | Prága, Sparta-pálya             | Csehszlovákia | 2 – 0        | Magyarország  | barátságos   | -            |              |
| 1.           | 1926. augusztus 20. | Budapest, Hungária körúti pálya | Magyarország  | 4 – 1        | Lengyelország | barátságos   | 1            | 58'          |
|              | Összesen            |                                 |               | 3            | mérkőzés      |              | 1            | gól          |